# Mylabris olivieri
Mylabris olivieri là một loài bọ cánh cứng trong họ Meloidae. Loài này được Billberg miêu tả khoa học năm 1813.